# Gustav Stresemann
Gustav Stresemann, nemški politik in državnik, nobelovec * 10. maj 1878, Berlin, † 3. oktober 1929, Berlin, Nemčija. 
Stresemannova politika je zapletena za interpretacijo, še posebej zaradi kasnejših dogodkov po njegovi smrti. Tedaj najbolj opazen dosežek je bila pomiritev med Nemčijo in Francijo, zaradi česar sta bila nagrajena tako on kot Aristide Briand z Nobelovo nagrado za mir v letu 1926. Med obdobjem politične nestabilnosti in krhkih nestabilnih vlad je bil na splošno sprejet kot najbolj vpliven član vladnega kabineta za časa obstoja ustavne ureditve Weimarske republike. Bil je tako kancler nemške vlade v letu 1923, kasneje tudi njen zunanji minister med letoma 1923 in 1929.
Za časa svoje politične kariere je prestavljal različne liberalne stranke, najbolj dominanten pa je bil kot politik Nemške ljudske stranke med Weimarsko republiko.

## Zgodnja leta
Stresemann je rojen 10.maja 1878 na Köpenicker Straße v Berlinu, najmlajši otrok sedmih otrok. Njegov oče je bil distibuter in polnilec piva, vodil je tudi manjšo gostišče, nameščeno v družinsko domovanje, ponujal je tudi sobe v najem za dodatni zaslužek. Družina je bila revnejši del srednjega sloja, a v svoji soseski so bili sorazmerno premožni in so lahko Stresemannu ponudili dovolj denarja za šolnine in kvalitetno izobrazbo
Stresemann je bil odličen študent, ki je še posebej izstopal pri nemškem književnosti in poeziji. V eseju po končanem šolanju je priznal, da bi z veseljem se ukvarjal z učiteljevanjem, a bi bil uporaben le za nauk jezikov in naravnih znanosti, ki pa niso nikoli predmet njegovih interesov. Odločil se je za študij na Univerzi v Berlinu leta 1897 za študij politična ekonomija. Študij mu je ponudil prve ideološke spore njegove dobe, še posebej nemške dileme glede uvedbe socializma.
V študentskih časih se je Stresemann vključil tudi v bratovščine študentov. Postal je tudi aprila 1898 urednik univerzitetnega glasila Allgemeine Deutsche Universitäts-Zeitung, ki ga je vodil liberalni predstavnik takratnih bratovščin (Burschenschaften). Njegovi uradniški uvodniki so bili pogosto politični in oštevali večino takrat obstoječih političnih strank ali jih razglašali za zlomljene. Leta 1898 Stresemann zapusti Berlinsko univerzo in preide v Univerzo v Leipzigu, kjer opravlja doktorat. Zaključi študij januarja 1901, tematika doktorata pa je industrija ustekleničenega piva v Berlinu. Ocenjen je z relativno visoko oceno.
Poročil se je leta 1903 s Käte Kleefeld (1885–1970), hčerjo premožnega berlinskega judovskega poslovneža in sestro Kurta von Kleefelda, zadnjega poplemenitenega Nemca (leta 1918). Takrat je bil tudi član Nacionalno socialne zveze pod vodstvom Friedricha Naumanna. Leta 1906 je bil izvoljen v mestni svet v Dresdnu. Četudi se je prej ukvarjal z delom v obrtnih zbornicah, je Stresemann kmalu postal vodja Nacionalne liberalne stranke v Saksoniji. Leta 1907 je izvoljen v nemški državni zbor Reichstag, kjer postane bližnji sodelavec strankarskega vodje Ernsta Bassermanna. Njegova podpora socialnih programov ni bila priljubljena v stranki in je kmalu razrešen s strankinega izvršnega odbora. Kmalu zatem tudi ni več vnovič izvoljen tako v mestu kot tudi kot poslanec. Vrnil se je nazaj v posel in ustanovil Nemško-ameriško gospodarsko zvezo. Leta 1914 je ponovno izvoljen kot poslanec, oproščen je bil tudi nabora v vojno zaradi slabega zdravja. Med vojno Stresemann vidno napreduje v stranki in po Bassermannovi smrti leta 1917 tudi postane vodja liberalne stranke.
V razvoju političnih stališč je zavzemal izredno državniško držo, neodvisno od politične orientacije, ki je bila na voljo v nemškem prostoru. Četudi bolj levičar v nemški državi, je med vojno vidno podpiral nemške ekspanzionistične želje in podpiral monarha. Podpiral je tudi napade vojnih podmornic brez vnaprejšnjega opozorila za izkrcanje posadk, kar je kasneje postalo dogovorjeno. Vseeno pa je ostal v bistvu levičar, ki podpira socialne programe s strani države.
Po Versajski mirovni pogodbi pa tudi prej, ko se je pričelo slutiti kako hude bodo reparacije za Nemčijo po ocenah nemških politikov, je Constantin Fehrenbach v govoru obsodil ta stališča in povojne dogovore. Ocena, da bo »volja, da se razbijejo verige suženjstva vsajena« v generacijo Nemcev. Stresemann se je odzval na ta govor: »Bil je božje navdihnjen v tej uri, da je rekel, kar so čutili vsi Nemci. Njegove besede, izrečene pod Fichtejevim portretom, zadnje besede, ki so se pomešale v Deutschland, Deutschland über alles, so naredile nepozabno svečano uro. V tem je bil na nek način povzdignjena veličastnost. Naredil je velik vtis na vse«.
Stresemann se je pridružil za kratek čas nemški demokratski stranki, a je bil izključen zaradi sodelovanja z njenim desnim krilom. Nato je zbral ostanke stare Nacionalne liberalne stranke z njeno sredino in desnico in se pridružil Nemški ljudski stranki, sam pa postal njen predsednik. Podporo so mu prinesli nemški protestanti srednjega in gornjega sloja. Nemška ljudska stranka je podpirala krščanske družinske vrednote, sekularno izobraževanje, nižje tarife, kmetijske dodatke, nasprotovala pa socialdemokratom in še posebej marksistom in komunistom. Bili so tudi proti razširjanju socialnih programov. 
Nemška ljudska stranka je bila sprva opozicija Weimarski republiki, naravni nasprotnik njeni liberalni ustavni ureditvi. Po različnih političnih atentatih je Stresemann vedno bolj sodeloval s politično levico in centrom, a v srcu je vedno verjel v monarhizem.

## V Weimarski republiki

### Kancler 1923
Leta 1923 Stresemann postane tako kancler nemške vlade kot tudi njen zunanji minister. Istega leta v Berlinu pristopi prostozidarski loži Frederika Velikega.
Septembra 1923 Stresemann ustavi odpor, ki je nastal zaradi francoske in belgijske okupacije Porurja, kriza pa traja še krepko do 1924 zaradi ustavnih določb. Stresemann takrat počuti prepričanega, da bo dogovor o reparacija edina pot za obnovo nemškega gospodarstva in boljših mednarodnih odnosov. Prav tako si postavi za cilj pridobitev nekdanjega nemškega ozemlja, kar obljublja nemškemu princu julija 1923.
Hiperinflacija je dosegla višek v novembru 1923. Nemčija je tiskala vedno več denarja, da bi izplačevala delavce med stavkami ob vedno bolj utapljajočih dolgovih zaradi reparacij in siceršnjih proračunskih obveznosti. Stresemann uvede novo denarno valuto Rentenmark.
V zgodnjem novembru 1923 se socialdemokrati umaknejo s Stresemannove vlade, ki v istem mesecu tudi sama odstopi, Stresemann nadaljuje politično pot kot zunanji minister Nemčije do konca svojega življenja.

### Zunanji minister 1923–1929
Stresemann ob menjavi in novemu kanclerju Wilhelmu Marxu s političnega centra, ostane trdno na položaju zunanjega ministra. V nemirni Weimarski republiki je ostal v tako levosredinskih kot desnosredinskih vladah.
Zunanje ministrstvo mu je prineslo mnoge uspehe, mnoge predvsem zaradi kolektivne slabe vesti zmagovalcev. Prvi veliki uspeh je Dawesov načrt iz leta 1924, ki je predvidel zmanjšanje obstoječih zavezujočih reparacij do zmagovalk in reorganizacija centralne banke Reichsbank. Četudi je bil le del načrta izveden, je to bil velik znak popuščanja s strani mednarodne skupnosti.
Stresemann je bil postavljen v kot skupaj s Nemčijo po vedno bolj vidnem trudu mednarodne skupnosti, da vzpostavljajo trdna zavezništva za primer ponovne vojne. Po njegovi oceni se je »nemška diplomacija soočala s katastrofično situacijo«. Stresemann je v luči novih zavezništev ponudil dogovor, da se bo Veliko Britanija borila na strani Nemčije, če Francija napade Nemčijo, Nemčija pa se zaveže, da bo spoštovala svoje zahodne meje. Z mednarodnimi pogodbi iz Locarna po dolgih pogajanjih sklenejo, da bodo uredili meje po vojni, zagotovljen je bil mir med Nemčijo in Francijo, Nemčija je bila sprejeta v Ligo narodov, sile Antante pa so dokončno zapustile Porenje.
Stresemann kot del pakta Locarno ni bil pripravljen podobno utrditi meja s Poljsko. Vzhodne meje so bile še vedno predmet pogajanj, Rapallski sporazum med Nemčijo in Rusijo se je še utrdil s Berlinskim sporazumom in načeloma se Nemčija bila za vse velike države vedno bolj enakovredna in poštena trgovska partnerka in vedno bolj tudi zanesljiv člen Lige narodov.
S položaja enakosti držav in trdnim spletom mednarodnih pogodb med članicami, so prav vse države bile prepričane o bodočem miru. Stresemann je bil za svoje dosežke na mednarodnem področju nagrajen kot soprejemnik Nobelove nagrade za mir leta 1926.
Nemčija je postala tudi ena prvih podpisnic pakta Kellogg-Briand leta 1928. Posamična država po paktu ne sme gospodarstvo ali politiko prilagajati bodoči vojni, konflikti med državami pa naj se rešujejo zgolj na mirovnih konferencah. Četudi Stresemann tega pakta ni sam predlagal in je Nemčija s podpisom prepričala javnost o trdnosti Weimarske Nemčije. Dawesov plan je bil zamenjan s Youngovim planom februarja 1929, a položaj Nemčije je bil na splošno izboljšan.
Stresemann je zunanjo politiko gospodarskega sodelovanja naslanjal predvsem na ZDA. Dawesov plan in Youngov plan so bile strateške odločitve. Imel je tudi dober odnos s Herbertom Hooverjem. Gospodarsko sodelovanje bi prineslo znatne rezultate, po smrti Gustava in začetku gospodarske krize 1929 pa je stanje tudi na tem področju bilo znatno poslabšano.<
Leta 1925 po paktu Locarno se je preusmerila pozornost v celoti na vzhodno mejo. Nemčija je imela v sosednjih državah nemško manjšino, s katerimi so gradili trdne odnose. Pred pogajanjih o meji na vzhodu, ki so načeloma bili dovoljeni v Locarnu, je Stresemann želel gospodarsko izčrpano Poljsko, pogajanja bi tako bila lažja.

### Smrt
Gustav Stresemann je umrl zaradi kapi 3. oktobra 1929 star 51 let. Zapustil je ženo in dva sinova. Njegova preuranjena smrt, ki ji je sledila tudi smrt Aristida Brianda leta 1932, je pustila na mednarodnem prostoru luknjo. Ob izbruhu gospodarske krize je evropski prostor iskal državnike, ki bi bili kos novim situacijam.